# يوجينة أفقية
أوجينيا أفقية (الاسم العلمي:Eugenia horizontalis) هي نوع من النباتات تتبع جنس الأوجينيا من فصيلة الآسية.